# アントニオ・マリア・ボノンチーニ

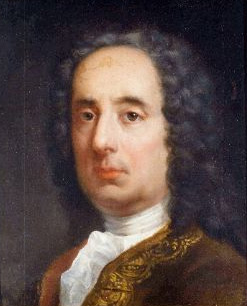
アントニオ・マリア・ボノンチーニ

アントニオ・マリア・ボノンチーニ（Antonio Maria Bononcini、1677年6月18日 - 1726年7月8日）は、イタリア、モデナ出身の作曲家、チェリスト。

## 人物
父は作曲家でヴァイオリニストであるジョヴァンニ・マリア・ボノンチーニ。兄は同じく作曲家でチェリストであるジョヴァンニ・バッティスタ・ボノンチーニ。ボローニャで兄とともにジョヴァンニ・パオロ・コロンナに師事した。1690年から1693年までローマのベネデット・パンフィーリ枢機卿の宮廷楽団で演奏した。その後ウィーンの宮廷に仕え、1705年にカール大公（後の神聖ローマ皇帝カール6世）の宮廷楽長に就任した。1713年にイタリアに戻り、ミラノ、ナポリ、モデナで活動した。1721年から死去するまでモデナの楽長を務めた。

## 作品

### オペラ
- Tigrane, re d'Armenia（1710年）
- I veri amici（1715年）
- Il tiranno eroe（1715年）
- Sesostri re d'Egitto（1716年）
- La conquista del vello d'oro（1717年）
- Astianatte（1718年）
- Griselda（1718年）
- Nino（1720年）
- Merope（1721年）
- Endimione（1721年）
- Rosiclea in Dania（1721年）

### 宗教作品
- ミサ曲　ト短調
- スターバト・マーテル
- サルヴェ・レジーナ

## 文献
- Randel, Don Michael (ed.) "Bononcini, Antonio Maria" in The Harvard Biographical Dictionary of Music, Harvard University Press, 1996, p. 92. ISBN 0674372999